# Egoisternas union
Egoisternas union är Max Stirners vision om suveräna individer i samverkan, men också en beteckning för, främst anarkistiska, grupper med (anarko-)egoistiska värderingar. Egoisternas union kan ses som ett samförstånd mellan suveräna individer. Historiskt har mindre egoistiska unioner uppstått spontant bland arbetare, dock även inom andra samhällselement.